# Liste des églises des Terres australes et antarctiques françaises
Cette liste des églises des Terres australes et antarctiques françaises recense les églises des Terres australes et antarctiques françaises. Il est fait état des diverses protections dont elles peuvent bénéficier, et notamment les inscriptions et classements au titre des monuments historiques.
Il n’existe aucune juridiction ecclésiastique sur les Terres australes et antarctiques françaises.
Le service religieux y est assuré depuis plusieurs années par un aumônier militaire basé à La Réunion.

## Classement
Le classement ci-après se fait par commune selon l'ordre alphabétique.
Il est fait état des diverses protections dont elles peuvent bénéficier, et notamment les inscriptions et classements au titre des monuments historiques.

## Liste

### Église catholique
La liste suivante recense les églises catholiques des Terres australes et antarctiques françaises, en incluant les chapelles et les cathédrales. 
| Église                                                           | Commune                               | Adresse | Coordonnées                      | Notice | Protection | Date | Illustration                    |
| ---------------------------------------------------------------- | ------------------------------------- | ------- | -------------------------------- | ------ | ---------- | ---- | ------------------------------- |
| Église Notre-Dame-du-Vent                                        | Port-aux-Français                     |         | 49° 21′ 09″ sud, 70° 12′ 55″ est |        |            |      | Église Notre-Dame-du-Vent       |
| Chapelle Notre-Dame-des-Oiseaux                                  | archipel Crozet                       |         | 46° 25′ 59″ sud, 51° 51′ 34″ est |        |            |      | Chapelle Notre-Dame-des-Oiseaux |
| Chapelle Notre-Dame-de-l'Océan de l'île de la Nouvelle-Amsterdam | Îles Saint-Paul et Nouvelle-Amsterdam |         | 37° 47′ 53″ sud, 77° 34′ 23″ est |        |            |      | Image manquante Téléverser      |